# Departementschef
En departementschef er den øverste embedsmand og administrative leder af et ministerium under den danske regering, og funger som ministerens nærmeste rådgiver. Vedkommende har det overordnede ansvar for den samlede forvaltning og koordinering af ministeriets interne enheder, herunder de underliggende styrelser og direktorater, der hører organisatorisk under departementet. Departementschefen har blandt andet bemyndigelse til at træffe afgørelse i løbende sager på ministerens vegne og under dennes ansvar.
Antallet af departementschefer skifter i takt med oprettelse, nedlægning og sammenlægning af ministerier (og dermed departementer), og der er i øjeblikket 24 departementschefstillinger, som udgør den øverste del af centraladministrationens embedsstand. Departementschefer udnævnes formelt af kongen, efter indstilling fra regeringen.
Da den danske regering i 29. august 1943 under besættelsen trådte tilbage, afløstes den af departementschefstyret, som varede frem til befrielsen. Den person nogensinde, der har været departementschef i længst tid, er Michael Dithmer, departementschef i Erhvervsministeriet 2016-2024 og inden da departementschef i Erhvervs- og Vækstministeriet (2011-2016), Økonomi- og Erhvervsministeriet (2001-2011) og i Økonomiministeriet (1995-2001).

## Udnævnelse og vilkår
Departementschefer udnævnes formelt af monarken efter indstilling fra regeringen. I praksis er det den pågældende minister og regeringens ansættelsesudvalg, der træffer beslutningen. Stillingen er ikke tidsbegrænset, men kan besættes og afsluttes efter politisk ønske. Afskedigelse sker dog sjældent uden tungtvejende grunde. Embedsmænd i disse stillinger ansættes i statens højeste lønrammer (41 og 42+) og forventes at kunne betjene skiftende ministre og med partipolitisk neutralitet. Alle departementschefer er omfattet af hvidvasklovgivning og er på Finanstilsynets PEP-liste (politisk eksponerede personer).
I modsætning til mange andre lande udskiftes departementschefer normalt ikke automatisk ved regeringsskifte (som efter folketingsvalg). Tværtimod ses stillingen som en garant for stabilitet og kontinuitet i ministeriernes administrative ledelse.
Samtlige departementschefer er ansat som tjenestemænd i henhold til Tjenestemandsloven, hvilket giver dem den særskilte ansættelsesretlige beskyttelser, der omfatter varig ansættelse, pensionsret og særlige afskedigelsesregler. Den samme lov underlægger dem imidlertid et disciplinært og personligt ansvarssystem, der muliggør formelle tjenstlige sanktioner og retslige disciplinærsager, hvis embedspligterne tilsidesættes.
En analyse af departementschefsrollen viser, at posten næsten udelukkende besættes af cand.jur., cand.oecon. og cand.scient.pol. Kandidaterne har ofte roteret mellem ministerier og styrelser og udgør et lille, tæt netværk i centraladministrationen. Gennemsnitsalderen ved udnævnelse ligger i begyndelsen af 50’erne, og embedet fungerer ofte som springbræt til andre topposter i staten eller internationale organisationer.

## Historie
I tilfælde hvor et ministerium tidligere var opdelt i flere departementer, bar den øverste embedsmand typisk titlen direktør. Et eksempel herpå er Udenrigsministeriets direktør, der havde flere underordnede departementschefer. I modsætning hertil blev betegnelsen generaldirektør historisk anvendt synonymt med departementschef, som en betegnelse for ministeriets øverste embedsmand. Denne terminologi er imidlertid forældet i dag. Den nuværende administrative struktur opererer med departementschefen som den entydigt øverste embedsmand i alle ministerier.
Departementscheferne i statsministeriet, udenrigsministeriet, justitsministeriet og ministeriet for samfundssikkerhed og beredskab, udgør Embedsmandsudvalget for Sikkerhedsspørgsmål (hvor Statsministeriets departementschef er formand), som er et forberedende undervalg til Regeringens sikkerhedsudvalg og en del af regeringens krisestyringsorganisation. Skiftende regeringer har desuden typisk nedsat en række faste regeringsudvalg, herunder et Koordinationsudvalg og et Økonomiudvalg med fast ugentlig mødeaktivitet. Tilknyttet udvalgene er typisk et forberedende embedsmandsudvalg på departementschefsniveau.

## Udvikling, indflydelse og debat
Forskning og medier har i tiltalende grad diskuteret en voksende politisering af embedsværket. Kritikken går på, at departementscheferne, der formelt skal være partipolitisk neutrale, rådgiver stadig mere politisk-taktisk og indgår i håndteringen af sager med høj politisk karakter. Dette har ført til undersøgelseskommissioner (fx Tamilsagen, Skattesagen) og debat om embedsmandsetik. Fra midten af 1970’erne er departementschefembedet blevet forvandlet fra et juristdomineret, regelorienteret topembedsværk til en strategisk politisk rådgiverrolle. Statistik over uddannelsesbaggrund viser, at juristers andel blandt departementschefer faldt fra omtrent tre fjerdedele i 1960 til blot godt en tredjedel i 2011, mens statskundskabere og økonomer tilsammen udgør hovedparten i dag. Ligeledes har reformer i 1975–77, der indførte lettere forflyttelse, åremålsansættelse og et politisk styret ansættelsesudvalg, gjorde ancienniteten kortere og skabte et stærkere krav om “kemi” og politisk tæft i chefembedet.
Forhenværende departementschef Bo Smith beskriver, hvordan mediernes dagsordensmagt, behovet for helhedskoordination og et stigende krav om offensiv rådgivning har gjort departementschefen til koncernleder og politisk sparringspartner. Samtidig advarer Tim Knudsen om, at ønsket om partipolitisk neutralitet paradoksalt har fremmet “politiserende embedsmænd”, der fungerer som taktiske skjolde i skandalesager. I debatbogen Departementschefsrollen – sprængt i stumper og stykker (2016), hævder de to tidligere topembedsmænd Peter Loft og Jørgen Rosted, at embedsværket er blevet til “politikfabrikker”, og foreslår enten en svensk model med politisk udnævnte topembedsmænd eller en model med viceministre og politiske kabinetter. Begge løsninger sigter mod at genetablere et klarere skel mellem faglig og politisk rådgivning og imødegå det krydspres, hvor departementschefer på én gang skal sikre lovlighed, faglighed og ministersucces.

## Danske departementschefer
Der er per juni 2025, 24 departementschefer:
| Ministerium                                    | Departementschef              | Tiltrådt posten    | Reference            |
| ---------------------------------------------- | ----------------------------- | ------------------ | -------------------- |
| Statsministeriet                               | Barbara Bertelsen             | 13. januar 2020    | [ 21 ]               |
| Finansministeriet                              | Kent Harnisch                 | 1. august 2023     | [ 22 ]               |
| Udenrigsministeriet                            | Jeppe Tranholm-Mikkelsen      | marts 2022         | [ 23 ]               |
| Justitsministeriet                             | Johan Kristian Legarth        | 1. marts 2020      | [ 24 ]               |
| Social- og Boligministeriet                    | Jens Strunge Bonde            | 21. januar 2021    | [ 25 ] [ 26 ]        |
| Skatteministeriet                              | Merete Agergaard              | 23. september 2024 | [ 27 ]               |
| Klima-, Energi- og Forsyningsministeriet       | Lars Frelle-Petersen          | 1. januar 2021     | [ 28 ]               |
| Ministeriet for Fødevarer, Landbrug og Fiskeri | Morten Niels Jakobsen         | 18. januar 2021    | [ 29 ]               |
| Indenrigs- og Sundhedsministeriet              | Svend Særkjær                 | 11. januar 2021    | [ 30 ] [ 25 ] [ 31 ] |
| Transportministeriet                           | Jacob Heinsen                 | 21. januar 2021    | [ 25 ]               |
| Børne- og Undervisningsministeriet             | Jakob Jensen                  | 1. juni 2023       | [ 32 ]               |
| Forsvarsministeriet                            | Pernille Langeberg            | 27. oktober 2023   | [ 33 ] [ 34 ]        |
| Uddannelses- og Forskningsministeriet          | Hanne Meldgaard               | 1. januar 2020     | [ 35 ]               |
| Erhvervsministeriet                            | Jens Brøchner                 | 1. august 2024     | [ 36 ]               |
| Udlændinge- og Integrationsministeriet         | Pernille Breinholdt Mikkelsen | 1. oktober 2021    | [ 37 ]               |
| Beskæftigelsesministeriet                      | Sine Frederiksen              | 4. november 2024   | [ 38 ]               |
| Digitaliserings- og Ligestillingsministeriet   | Sophus Garfiel                | 21. januar 2021    | [ 39 ] [ 25 ]        |
| Miljøministeriet                               | Annemarie Lauritsen           | 1. april 2023      | [ 40 ]               |
| Kulturministeriet                              | Dorte Nøhr Andersen           | 18. maj 2020       | [ 41 ] [ 42 ]        |
| By-, Land- og Kirkeministeriet                 | Christian Dons Christensen    | 1. februar 2017    | [ 43 ]               |
| Økonomiministeriet                             | Stig Henneberg                | 1. september 2023  | [ 44 ]               |
| Ministeriet for Grøn Trepart                   | Maria Schack Vindum           | 1. december 2024   | [ 3 ]                |
| Ministeriet for Samfundssikkerhed og Beredskab | Lisbet Zilmer-Johns           | 10. december 2024  | [ 4 ] [ 3 ]          |
| Ældreministeriet                               | Janus Breck                   | 1. januar 2025     | [ 45 ]               |